# Indywidualne mistrzostwa Estonii na żużlu
Indywidualne mistrzostwa Estonii na żużlu – coroczna seria turniejów, wyłaniająca najlepszych spośród estońskich żużlowców.

## Historia
W latach 1971–1975 i 1884-1991 rozgrywane były zawody o mistrzostwo Estońskiej SRR. Jako mistrzostwa Estonii rozgrywane są od roku 1992.
Pierwsza edycja rozegrana w sezonie 1971 na torze w Järvakandi, gdzie zwycięstwo odniósł Reino Viidas reprezentujący klub Kalev Tallinn, wyprzedzając zawodnika miejscowego klubu Jaana Mürka z miejscowego klubu Järvakandi TSK i Jaana Rohulę z Viljandi. Mistrzostwa kraju w Järvakandi rozgrywane były do 1974 roku. Rok później, w 1975 roku odbyły się one w Dyneburgu. Po przerwie w latach 1976-1983, od 1984 roku ponownie zaczęto rozgrywać mistrzostwa republiki na nowo powstałym torze w Tabasalu, natomiast począwszy od 1991 roku zawody odbywają także na obiekcie w Kohtla-Nõmme.
Najbardziej utytułowanym estońskim żużlowcem jest Ken Viidas, sześciokrotny mistrz kraju w latach 1991, 1994-1997 i 2012. Pięć złotych krążków wywalczył Vjatšeslav Potapenko - mistrz w latach 1984, 1987-1989 i 1992. Dwukrotnie mistrzostwo kraju udało się zdobyć Reino Viidasowi, Jaanowi Mürkowi i Rene Aasowi.

## Medaliści mistrzostw Estońskiej SRR
| 2 rundy               |
| --------------------- |
| Dyneburg (obie rundy) |

| 2 rundy               |
| --------------------- |
| Tabasalu Kohtla-Nõmme |

## Medaliści mistrzostw Estonii
| 2 rundy               |
| --------------------- |
| Tabasalu Kohtla-Nõmme |

| 2 rundy               |
| --------------------- |
| Tabasalu Kohtla-Nõmme |

| 2 rundy               |
| --------------------- |
| Tabasalu Kohtla-Nõmme |

| 4 rundy                                     |
| ------------------------------------------- |
| Kohtla-Nõmme Tabasalu Kohtla-Nõmme Tabasalu |

| 2 rundy               |
| --------------------- |
| Tabasalu Kohtla-Nõmme |